# Coimbra (circonscription électorale)
Pour les articles homonymes, voir Coimbra (homonymie).
La circonscription électorale de Coimbra est une circonscription électorale du Portugal, utilisée pour les élections législatives.
Ses frontières correspondent au district du même nom.

## Résultats

### Années 2020

#### 2025
| Parti                                      | Parti                                     | Voix    | %     | +/-           | Sièges | +/-           |
| ------------------------------------------ | ----------------------------------------- | ------- | ----- | ------------- | ------ | ------------- |
|                                            | AD – Coalition PSD/CDS (PPD/PSD.CDS-PP)   | 79 549  | 35,44 | 3,90          | 4      | 1             |
|                                            | Parti socialiste (PS)                     | 63 405  | 28,25 | 5,45          | 3      | 1             |
|                                            | Chega (CH)                                | 42 547  | 18,96 | 3,02          | 2      | en stagnation |
|                                            | Initiative libérale (IL)                  | 10 275  | 4,58  | 0,49          | 0      | en stagnation |
|                                            | LIBRE (L)                                 | 9 386   | 4,18  | 1,25          | 0      | en stagnation |
|                                            | Coalition démocratique unitaire (PCP-PEV) | 5 807   | 2,59  | 0,31          | 0      | en stagnation |
|                                            | Bloc de gauche (BE)                       | 5 028   | 2,24  | 3,03          | 0      | en stagnation |
|                                            | Alternative démocratique nationale (ADN)  | 2 752   | 1,67  | 0,64          | 0      | en stagnation |
|                                            | Personnes–Animaux–Nature (PAN)            | 2 829   | 1,26  | 0,38          | 0      | en stagnation |
|                                            | Réagir, inclure, recycler (RIR)           | 475     | 0,21  | 0,10          | 0      | en stagnation |
|                                            | Volt Portugal (VP)                        | 400     | 0,18  | en stagnation | 0      | en stagnation |
|                                            | Ergue-te (E)                              | 341     | 0,15  | 0,07          | 0      | en stagnation |
|                                            | Nouvelle Droite (ND)                      | 245     | 0,11  | 0,14          | 0      | en stagnation |
|                                            | Parti populaire monarchiste (PPM)         | 237     | 0,11  | N/A           | 0      | en stagnation |
|                                            | Ensemble pour le peuple (JPP)             | 154     | 0,07  | 0,01          | 0      | en stagnation |
|                                            |                                           |         |       |               |        |               |
| Suffrages exprimés                         | Suffrages exprimés                        | 224 431 | 97,02 |               |        |               |
| Votes blancs                               | Votes blancs                              | 4 581   | 1,98  |               |        |               |
| Votes invalides                            | Votes invalides                           | 2 311   | 1,00  |               |        |               |
| Total                                      | Total                                     | 231 323 | 100   | –             | 9      | en stagnation |
| Abstentions                                | Abstentions                               | 139 450 | 37,61 |               |        |               |
| Inscrits/Participation                     | Inscrits/Participation                    | 370 773 | 62,39 |               |        |               |
|                                            |                                           |         |       |               |        |               |
| Source: Commission nationale des élections |                                           |         |       |               |        |               |

| Parti | Parti | Parti | Parti   | Députés                                                                     |
| ----- | ----- | ----- | ------- | --------------------------------------------------------------------------- |
|       | AD    |       | PPD/PSD | - Rita Alarcão - Mauricio Teixeira - Pedro Monteiro - Ana Elisabete Laborda |
|       | PS    | PS    | PS      | - Pedro Mota - Rosa da Cruz - Pedro Barreirihas                             |
|       | CH    | CH    | CH      | - Paulo Rodrigues - Eliseu da Costa                                         |

#### 2024
| Parti                                      | Parti                                    | Voix    | %     | +/-   | Sièges | +/-           |
| ------------------------------------------ | ---------------------------------------- | ------- | ----- | ----- | ------ | ------------- |
|                                            | Parti socialiste (PS)                    | 79 120  | 33,70 | 12,71 | 4      | 2             |
|                                            | Alliance démocratique (AD) (PSD-PP-PPM)  | 74 040  | 31,54 | 0,04  | 3      | en stagnation |
|                                            | Chega (CH)                               | 37 428  | 15,94 | 9,65  | 2      | 2             |
|                                            | Bloc de gauche (BE)                      | 12 371  | 5,27  | 0,08  | 0      | en stagnation |
|                                            | Initiative libérale (IL)                 | 9 592   | 4,09  | 0,37  | 0      | en stagnation |
|                                            | Libre (L)                                | 6 890   | 2,93  | 1,88  | 0      | en stagnation |
|                                            | Coalition démocratique unitaire (CDU)    | 6 819   | 2,90  | 0,57  | 0      | en stagnation |
|                                            | Personnes–Animaux–Nature (PAN)           | 3 839   | 1,64  | 0,41  | 0      | en stagnation |
|                                            | Alternative démocratique nationale (ADN) | 2 426   | 1,03  | Abs.  | 0      | en stagnation |
|                                            | Réagir, inclure, recycler (RIR)          | 731     | 0,31  | 0,03  | 0      | en stagnation |
|                                            | Nouvelle Droite (ND)                     | 578     | 0,25  | Nv.   | 0      | en stagnation |
|                                            | Volt Portugal (VP)                       | 427     | 0,18  | 0,06  | 0      | en stagnation |
|                                            | Ensemble pour le peuple (JPP)            | 185     | 0,08  | Abs.  | 0      | en stagnation |
|                                            | Ergue-te (E)                             | 177     | 0,08  | 0,02  | 0      | en stagnation |
|                                            | Alternative 21 (MPT-A)                   | 162     | 0,07  | 0,18  | 0      | en stagnation |
|                                            |                                          |         |       |       |        |               |
| Suffrages exprimés                         | Suffrages exprimés                       | 234 785 | 96,96 |       |        |               |
| Votes blancs                               | Votes blancs                             | 4 797   | 1,98  |       |        |               |
| Votes nuls                                 | Votes nuls                               | 2 558   | 1,06  |       |        |               |
| Total                                      | Total                                    | 242 140 | 100   | -     | 9      | en stagnation |
| Abstention                                 | Abstention                               | 129 629 | 34,87 |       |        |               |
| Inscrits/Participation                     | Inscrits/Participation                   | 371 769 | 65,13 |       |        |               |
|                                            |                                          |         |       |       |        |               |
| Source: Commission nationale des élections |                                          |         |       |       |        |               |

| Parti | Parti | Parti | Parti   | Députés                                                          |
| ----- | ----- | ----- | ------- | ---------------------------------------------------------------- |
|       | PS    | PS    | PS      | - Ana Abrunhosa - Pedro Coimbra - Raquel Ferreira - Ricardo Lino |
|       | AD    |       | PPD/PSD | - Rita Júdice - Mauricio Marques - Martim Syder                  |
|       | CH    | CH    | CH      | - Eliseu Neves - Antonio Pinto Pereira                           |

#### 2022
| Parti                                      | Parti                                                   | Voix    | %     | +/-  | Sièges | +/-           |
| ------------------------------------------ | ------------------------------------------------------- | ------- | ----- | ---- | ------ | ------------- |
|                                            | Parti socialiste (PS)                                   | 97 324  | 46,41 | 5,23 | 6      | 1             |
|                                            | Parti social-démocrate (PPD/PSD)                        | 62 804  | 29,95 | 1,86 | 3      | en stagnation |
|                                            | Chega (CH)                                              | 13 182  | 6,29  | 5,34 | 0      | en stagnation |
|                                            | Bloc de gauche (BE)                                     | 10 888  | 5,19  | 6,61 | 0      | 1             |
|                                            | Initiative libérale (IL)                                | 7 791   | 3,72  | 2,85 | 0      | en stagnation |
|                                            | Coalition démocratique unitaire (CDU)                   | 7 281   | 3,47  | 2,43 | 0      | en stagnation |
|                                            | CDS – Parti populaire (CDS-PP)                          | 3 244   | 1,55  | 2,12 | 0      | en stagnation |
|                                            | Personnes–Animaux–Nature (PAN)                          | 2 569   | 1,23  | 1,54 | 0      | en stagnation |
|                                            | Libre (L)                                               | 2 197   | 1,05  | 0,06 | 0      | en stagnation |
|                                            | Réagir, inclure, recycler (RIR)                         | 706     | 0,34  | Nv.  | 0      | en stagnation |
|                                            | Parti communiste des travailleurs portugais (PCTP/MRPP) | 526     | 0,25  | 0,28 | 0      | en stagnation |
|                                            | Alliance (A)                                            | 320     | 0,15  | Nv.  | 0      | en stagnation |
|                                            | Volt Portugal (VP)                                      | 257     | 0,12  | Nv.  | 0      | en stagnation |
|                                            | Mouvement Alternative socialiste (MAS)                  | 242     | 0,12  | 0,01 | 0      | en stagnation |
|                                            | Parti de la Terre (MPT)                                 | 203     | 0,10  | 0,11 | 0      | en stagnation |
|                                            | Ergue-te (E)                                            | 120     | 0,06  | 0,26 | 0      | en stagnation |
|                                            |                                                         |         |       |      |        |               |
| Suffrages exprimés                         | Suffrages exprimés                                      | 209 654 | 97,47 |      |        |               |
| Votes blancs                               | Votes blancs                                            | 3 120   | 1,45  |      |        |               |
| Votes nuls                                 | Votes nuls                                              | 2 329   | 1,08  |      |        |               |
| Total                                      | Total                                                   | 215 103 | 100   | -    | 9      | en stagnation |
| Abstention                                 | Abstention                                              | 159 832 | 42,63 |      |        |               |
| Inscrits/Participation                     | Inscrits/Participation                                  | 374 935 | 57,37 |      |        |               |
|                                            |                                                         |         |       |      |        |               |
| Source: Commission nationale des élections |                                                         |         |       |      |        |               |

| Parti | Parti   | Parti   | Parti   | Députés |
| ----- | ------- | ------- | ------- | --- |
|       | PS      | PS      | PS      | - José Carlos Alexandrino - Pedro Coimbra - Raquel Ferreira - Ricardo Lino - Tiago Estevão Martins - Marta Temido |
|       | PPD/PSD | PPD/PSD | PPD/PSD | - João Barbosa de Melo - Monica Quintela - Fatima Ramos                                                           |

### Années 2010

#### 2019
| Parti                                      | Parti                                              | Voix    | %     | +/-           | Sièges | +/-           |
| ------------------------------------------ | -------------------------------------------------- | ------- | ----- | ------------- | ------ | ------------- |
|                                            | Parti socialiste (PS)                              | 79 596  | 41,18 | 4,32          | 5      | 1             |
|                                            | Parti social-démocrate (PPD/PSD)                   | 54 286  | 28,09 | N/A           | 3      | 1             |
|                                            | Bloc de gauche (BE)                                | 22 805  | 11,80 | 1,47          | 1      | en stagnation |
|                                            | Coalition démocratique unitaire (CDU)              | 11 402  | 5,90  | 1,44          | 0      | en stagnation |
|                                            | CDS – Parti populaire (CDS-PP)                     | 7 103   | 3,67  | N/A           | 0      | en stagnation |
|                                            | Personnes–Animaux–Nature (PAN)                     | 5 356   | 2,77  | 1,74          | 0      | en stagnation |
|                                            | Alliance (A)                                       | 2 106   | 1,09  | Nv.           | 0      | en stagnation |
|                                            | Libre (L)                                          | 1 920   | 0,99  | 0,38          | 0      | en stagnation |
|                                            | Chega (CH)                                         | 1 844   | 0,95  | Nv.           | 0      | en stagnation |
|                                            | Initiative libérale (IL)                           | 1 682   | 0,87  | Nv.           | 0      | en stagnation |
|                                            | Réagir, inclure, recycler (RIR)                    | 1 152   | 0,60  | Nv.           | 0      | en stagnation |
|                                            | Parti communiste des travailleurs portugais (PCTP) | 1 032   | 0,53  | 0,37          | 0      | en stagnation |
|                                            | Parti national rénovateur (PNR)                    | 624     | 0,32  | 0,20          | 0      | en stagnation |
|                                            | Parti démocratique républicain (PDR)               | 449     | 0,23  | 1,49          | 0      | en stagnation |
|                                            | Nous, citoyens ! (NC)                              | 441     | 0,23  | 0,09          | 0      | en stagnation |
|                                            | Parti de la Terre (MPT)                            | 414     | 0,21  | 0,19          | 0      | en stagnation |
|                                            | Parti uni des retraités (PURP)                     | 410     | 0,21  | en stagnation | 0      | en stagnation |
|                                            | Mouvement Alternative socialiste (MAS)             | 251     | 0,13  | Abs.          | 0      | en stagnation |
|                                            | Parti populaire monarchiste (PPM)                  | 244     | 0,13  | 0,12          | 0      | en stagnation |
|                                            | Ensemble pour le peuple (JPP)                      | 149     | 0,08  | 0,05          | 0      | en stagnation |
|                                            |                                                    |         |       |               |        |               |
| Suffrages exprimés                         | Suffrages exprimés                                 | 193 266 | 94,77 |               |        |               |
| Votes blancs                               | Votes blancs                                       | 6 910   | 3,39  |               |        |               |
| Votes nuls                                 | Votes nuls                                         | 3 755   | 1,84  |               |        |               |
| Total                                      | Total                                              | 203 931 | 100   | -             | 9      | en stagnation |
| Abstention                                 | Abstention                                         | 176 073 | 46,34 |               |        |               |
| Inscrits/Participation                     | Inscrits/Participation                             | 380 004 | 53,66 |               |        |               |
|                                            |                                                    |         |       |               |        |               |
| Source: Commission nationale des élections |                                                    |         |       |               |        |               |

| Parti | Parti   | Parti   | Parti   | Députés                                                                               |
| ----- | ------- | ------- | ------- | ------------------------------------------------------------------------------------- |
|       | PS      | PS      | PS      | - João Ataide - Pedro Coimbra - Cristina Jesus - Tiago Estevão Martins - Marta Temido |
|       | PPD/PSD | PPD/PSD | PPD/PSD | - Antonio Malo de Abreu - Paulo Leitão - Monica Quintela                              |
|       | BE      | BE      | BE      | - José Manuel Pureza                                                                  |

#### 2015
| Parti                                      | Parti                                              | Voix    | %     | +/-   | Sièges | +/-           |
| ------------------------------------------ | -------------------------------------------------- | ------- | ----- | ----- | ------ | ------------- |
|                                            | Portugal en avant (PàF) (PPD/PSD-CDS-PP)           | 81 880  | 38,85 | 13,78 | 4      | 2             |
|                                            | Parti socialiste (PS)                              | 77 688  | 36,86 | 6,14  | 4      | 1             |
|                                            | Bloc de gauche (BE)                                | 21 773  | 10,33 | 4,28  | 1      | 1             |
|                                            | Coalition démocratique unitaire (CDU)              | 15 476  | 7,34  | 0,78  | 0      | en stagnation |
|                                            | Parti démocrate républicain (PDR)                  | 3 626   | 1,72  | Nv.   | 0      | en stagnation |
|                                            | Personnes–Animaux–Nature (PAN)                     | 2 165   | 1,03  | 0,15  | 0      | en stagnation |
|                                            | Parti communiste des travailleurs portugais (PCTP) | 1 889   | 0,90  | 0,03  | 0      | en stagnation |
|                                            | Libre (L)                                          | 1 292   | 0,61  | Nv.   | 0      | en stagnation |
|                                            | Parti national rénovateur (PNR)                    | 1 099   | 0,52  | 0,25  | 0      | en stagnation |
|                                            | AGIR (PTP-MAS)                                     | 1 081   | 0,51  | 0,23  | 0      | en stagnation |
|                                            | Parti de la Terre (MPT)                            | 851     | 0,40  | 0,09  | 0      | en stagnation |
|                                            | Nous, citoyens ! (NC)                              | 683     | 0,32  | Nv.   | 0      | en stagnation |
|                                            | Parti populaire monarchiste (PPM)                  | 526     | 0,25  | 0,01  | 0      | en stagnation |
|                                            | Parti uni des retraités (PURP)                     | 451     | 0,21  | Nv.   | 0      | en stagnation |
|                                            | Ensemble pour le peuple (JPP)                      | 272     | 0,13  | Nv.   | 0      | en stagnation |
|                                            |                                                    |         |       |       |        |               |
| Suffrages exprimés                         | Suffrages exprimés                                 | 210 752 | 95,71 |       |        |               |
| Votes blancs                               | Votes blancs                                       | 5 946   | 2,70  |       |        |               |
| Votes nuls                                 | Votes nuls                                         | 3 500   | 1,59  |       |        |               |
| Total                                      | Total                                              | 220 198 | 100   | -     | 9      | en stagnation |
| Abstention                                 | Abstention                                         | 170 752 | 43,68 |       |        |               |
| Inscrits/Participation                     | Inscrits/Participation                             | 390 950 | 56,32 |       |        |               |
|                                            |                                                    |         |       |       |        |               |
| Source: Commission nationale des élections |                                                    |         |       |       |        |               |

| Parti | Parti | Parti | Parti   | Députés                                                               |
| ----- | ----- | ----- | ------- | --------------------------------------------------------------------- |
|       | PàF   |       | PPD/PSD | - Margarida Mano - Mauricio Marques - Fatima Ramos - Maunel Rodrigues |
|       | PS    | PS    | PS      | - Pedro Coimbra - Helena Freitas - João Galamba - Elza Pais           |
|       | BE    | BE    | BE      | - José Manuel Pureza                                                  |

#### 2011
| Parti                                      | Parti                                              | Voix    | %     | +/-   | Sièges | +/-           |
| ------------------------------------------ | -------------------------------------------------- | ------- | ----- | ----- | ------ | ------------- |
|                                            | Parti social-démocrate (PPD/PSD)                   | 91 028  | 42,24 | 10,53 | 5      | 1             |
|                                            | Parti socialiste (PS)                              | 66 199  | 30,72 | 8,61  | 3      | 1             |
|                                            | CDS – Parti populaire (CDS-PP)                     | 22 391  | 10,39 | 1,33  | 1      | en stagnation |
|                                            | Coalition démocratique unitaire (CDU)              | 14 138  | 6,56  | 0,64  | 0      | en stagnation |
|                                            | Bloc de gauche (BE)                                | 13 034  | 6,05  | 5,12  | 0      | 1             |
|                                            | Personnes–Animaux–Nature (PAN)                     | 2 535   | 1,18  | Nv.   | 0      | en stagnation |
|                                            | Parti communiste des travailleurs portugais (PCTP) | 2 014   | 0,93  | 0,17  | 0      | en stagnation |
|                                            | Mouvement Espoir pour le Portugal (MEP)            | 900     | 0,42  | 0,05  | 0      | en stagnation |
|                                            | Parti de la Terre (MPT)                            | 662     | 0,31  | 0,11  | 0      | en stagnation |
|                                            | Parti travailliste portugais (PTP)                 | 600     | 0,28  | 0,04  | 0      | en stagnation |
|                                            | Parti national rénovateur (PNR)                    | 591     | 0,27  | 0,08  | 0      | en stagnation |
|                                            | Parti populaire monarchiste (PPM)                  | 557     | 0,26  | 0,04  | 0      | en stagnation |
|                                            | Parti de la Nouvelle Démocratie (PND)              | 526     | 0,24  | Abs.  | 0      | en stagnation |
|                                            | Portugal Pro-vie (PPV)                             | 336     | 0,16  | Nv.   | 0      | en stagnation |
|                                            |                                                    |         |       |       |        |               |
| Suffrages exprimés                         | Suffrages exprimés                                 | 215 511 | 95,04 |       |        |               |
| Votes blancs                               | Votes blancs                                       | 8 155   | 3,60  |       |        |               |
| Votes nuls                                 | Votes nuls                                         | 3 093   | 1,36  |       |        |               |
| Total                                      | Total                                              | 226 759 | 100   | -     | 9      | 1             |
| Abstention                                 | Abstention                                         | 168 705 | 42,66 |       |        |               |
| Inscrits/Participation                     | Inscrits/Participation                             | 395 464 | 57,34 |       |        |               |
|                                            |                                                    |         |       |       |        |               |
| Source: Commission nationale des élections |                                                    |         |       |       |        |               |

| Parti | Parti   | Parti   | Parti   | Députés                                                                                     |
| ----- | ------- | ------- | ------- | ------------------------------------------------------------------------------------------- |
|       | PPD/PSD | PPD/PSD | PPD/PSD | - José Manuel Canavarro - Nuno Encarnaço - Mauricio Marques - Pedro Saraiva - Nilza de Sena |
|       | PS      | PS      | PS      | - Ana Jorge - João Portugal - Mario Ruivo                                                   |
|       | CDS-PP  | CDS-PP  | CDS-PP  | - João Serpa Oliva                                                                          |